# Forse non è la felicità
| Recensione | Giudizio |
| ---------- | -------- |
| ExitWell   | Positivo |
| Ondarock   | 7/10     |
| Rockit     | Positivo |
| Rockol     | Positivo |

Forse non è la felicità è il quarto album dei Fast Animals and Slow Kids, pubblicato il 3 febbraio 2017.

## Tracce
1. Asteroide – 4:57
2. Giorni di gloria – 3:13
3. Tenera età – 5:09
4. Annabelle – 3:34
5. Fiumi di corpi – 3:21
6. Montana – 4:35
7. Capire un errore – 4:15
8. 11 giugno – 5:12
9. Ignoranza – 3:07
10. Giovane – 5:19
11. Forse non è la felicità – 4:52

Durata totale: 47:34

## Classifiche
| Classifica (2017) | Posizione massima |
| ----------------- | ----------------- |
| Italia            | 61                |